# Connie Hawkins
Cornelius Lance Connie Hawkins (ur. 17 lipca 1942 w Nowym Jorku, zm. 6 października 2017) – amerykański koszykarz, skrzydłowy. Mistrz ABA (1968). Były zawodnik Phoenix Suns, Los Angeles Lakers, Atlanta Hawks oraz Harlem Globetrotters. Członek Basketball Hall of Fame. 

## Życiorys
Hawkins urodził się w Bedford-Stuyvesant na Brooklynie, gdzie uczęszczał później do Boys High School. W szkolnej reprezentacji zaczął grać dość późno, w przedostatniej klasie liceum. Wcześniej doskonalił swoje umiejętności na rozmaitych boiskach streetballowych Nowego Jorku. Zyskał tam sobie ogromną reputację ze względu na swoje niesamowite jak na tamte czasy predyspozycje atletyczne oraz widowiskowe wsady. W turniejach ulicznych już jako nastolatek pokonywał dużo starszych od siebie graczy akademickich, a nawet NBA.   
W 1959 roku poprowadził swoją szkolną drużynę do mistrzostwa New York’s Public Schools Athletic League (PSAL). Jego zespół nie przegrał wtedy żadnego spotkania podczas rozgrywek zasadniczych, a po ich zakończeniu Hawkins został zaliczony do składu najlepszych zawodników szkół średnich – All-City. W kolejnym sezonie notował średnio 25,5 punktu, a w swoim najbardziej udanym spotkaniu zanotował rekordowe 60 punktów. Boys ponownie nie ponieśli porażki w fazie zasadniczej i drugi raz z rzędu sięgnęli po tytuł mistrza PSAL.
Hawkins otrzymał stypendium sportowe od University of Iowa, ale już w swoim debiutanckim sezonie w drużynie Hawkeyes, kiedy zgodnie z zasadami ligi akademickiej nie mógł nawet jeszcze występować w pierwszej reprezentacji, uwikłał się w pewien skandal. Pożyczył od jednego mężczyzny 250 dolarów na szkolne wydatki. Zarzucono mu jednak, iż brał udział w ustawianiu gier. Zawodnikom nie wolno bowiem pobierać żadnych pieniędzy ani prezentów w trakcie swoich występów na uczelni. Hawkins zaprzeczył pogłoskom i nigdy nie przyznał się do winy w rzekomym ustawianiu spotkań. Afera ta zniszczyła jednak jego świetnie zapowiadającą się karierę. Wkrótce potem został wydalony i pomimo znakomitych pozycji w rankingach NCAA oraz NAIA (National Association of Intercollegiate Athletics) nie udało mu się pozyskać kolejnego stypendium. 
W związku z zaistniałą sytuacją i utratą szans na występy w NBA (wtedy tylko absolwenci mogli przystępować do draftu) rozpoczął występy w lidze ABL – American Basketball League. Niestety liga została rozwiązana po zaledwie dwóch sezonach, w związku z czym Hawkins związał się z legendarnym zespołem pokazowym – Harlem Globetrotters. Po czterech latach ciągłych podróży znalazł w końcu zatrudnienie w lidze ABA. Po dwóch sezonach znakomitych występów upomniała się o niego liga NBA. W ten właśnie sposób stał się zawodnikiem Phoenix Suns. 
Jako 27-letni debiutant notował 24,6 punktu, co zapewniło mu miejsce w składzie All-Star. W meczu gwiazd wystąpił cztery razy z rzędu. Ostatnie 3 sezony swojej kariery spędził w Los Angeles i Atlancie.

## Osiągnięcia

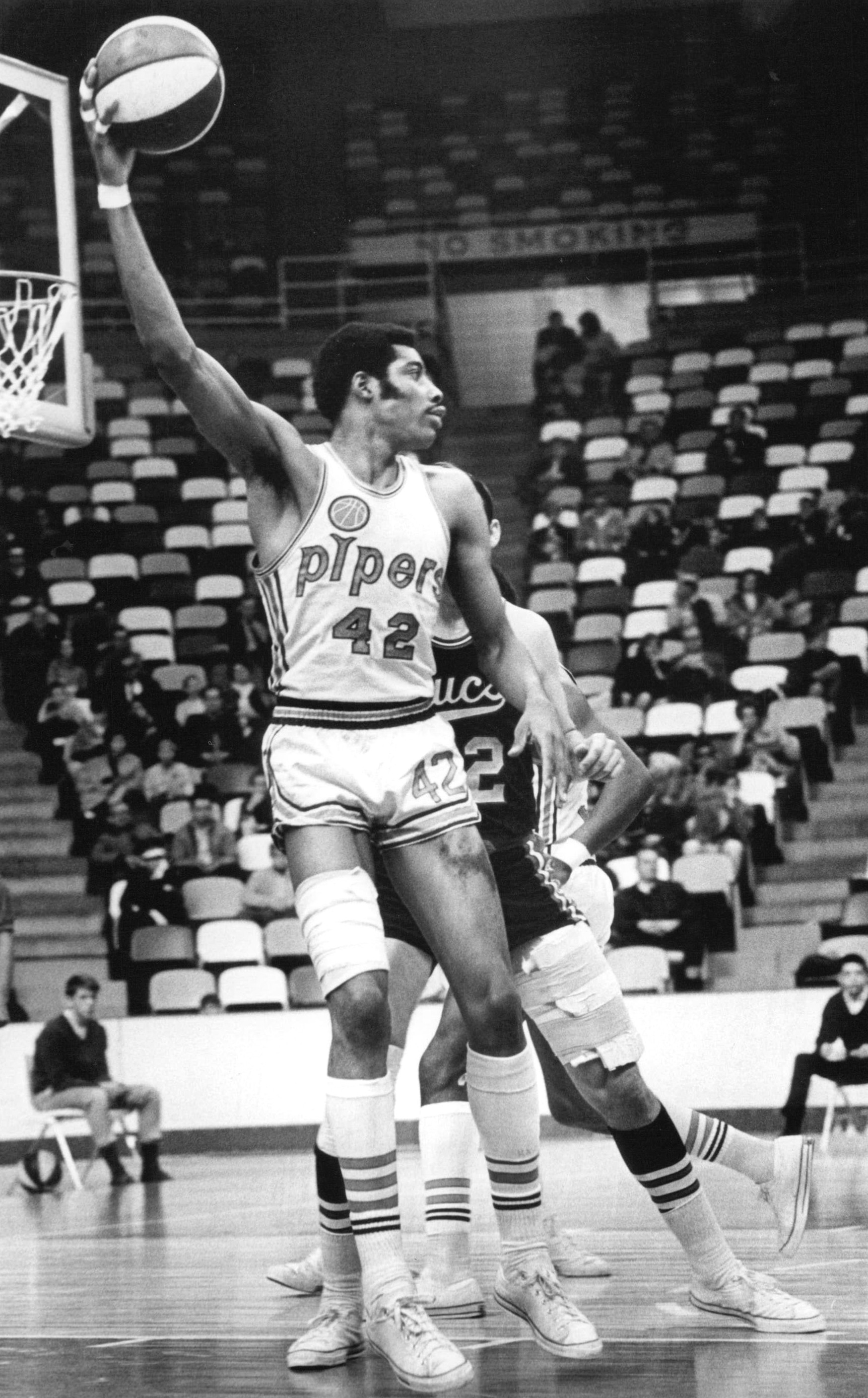
Hawkins w barwach Pipers (1968).

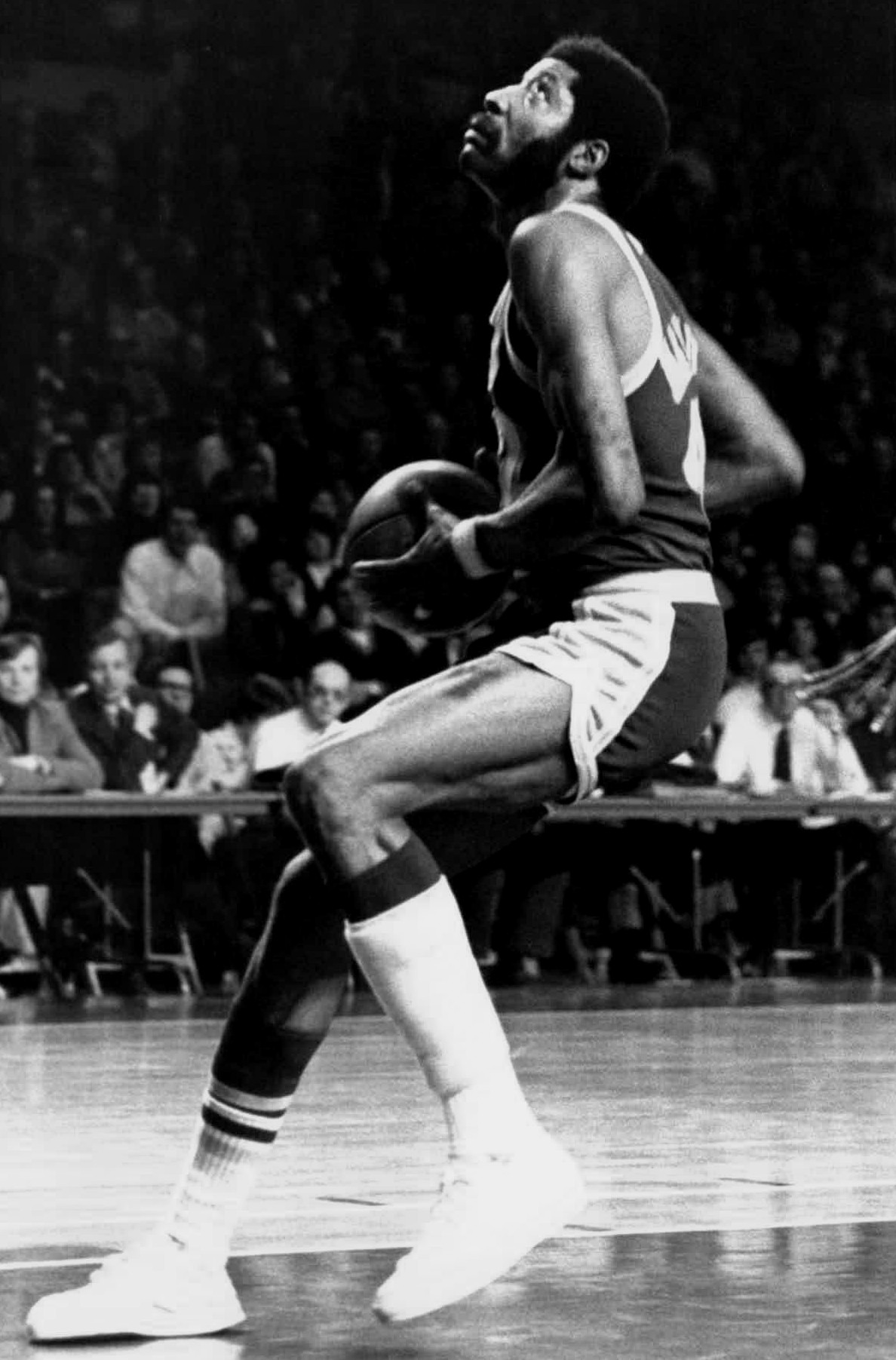
Hawkins w barwach Lakers (1975).

### ABL
- Zaliczony do I składu ABL (1962)
- MVP sezonu (1962)
- Lider:
  - strzelców ABL (1962)
  - wszech czasów ABL w:
    - liczbie zdobytych punktów (2592)
    - średniej zdobytych punktów (27,6)

### ABA
- Mistrz ABA (1968)
- MVP:
  - finałów ABA (1968)
  - sezonu ABA (1968)[11]
- Uczestnik meczu gwiazd:
  - ABA (1968)[12]
  - NBA vs ABA (1972)[13]
- Zaliczony do:
  - I składu ABA (1968, 1969)
  - składu najlepszych zawodników w historii ligi ABA (ABA’s All-Time Team – 1997)[14]
- Lider:
  - strzelców ABA (1968[15]
  - play-off w:
    - średniej zdobytych punktów (1968)[16]
    - liczbie celnych rzutów wolnych (1968)[17]
    - skuteczności rzutów z gry (1968)[18]

### NBA
- Uczestnik meczu gwiazd:
  - NBA (1970–1973)
  - Legend NBA (1984–1986, 1988, 1990, 1992, 1993)[19]
- Wybrany do:
  - I składu NBA (1970)
  - Koszykarskiej Galerii Sław (Naismith Memorial Basketball Hall Of Fame – 1992)
- Klub Phoenix Suns zastrzegł należący do niego w numer 42